# Tysk-österrikiska backhopparveckan 2015/2016
Tysk-österrikiska backhopparveckan 2015/2016 avgjordes traditionsenligt i Oberstdorf, Garmisch-Partenkirchen, Innsbruck och Bischofshofen, och vanns av Sloveniens Peter Prevc före Tysklands Severin Freund och Österrikes Michael Hayböck. Peter Prevc blev första sloven att vinna totalsegern sedan Primož Peterka säsongen 1996/1997 samt första icke-österrikare att vinna totalsegern sedan Finlands Janne Ahonen tog hem titeln säsongen 2007/2008 och för första gången sedan säsongen 2005/2006 blev Österrike helt utan seger i någon av de fyra deltävlingarna.

## Resultat

### Oberstdorf
HS 137 Schattenbergschanze, Tyskland

29 december 2015
| Rank | Namn            | Nation    | Första hoppet (meter) | Andra hoppet (meter) | Poäng | Slutpoäng |
| ---- | --------------- | --------- | --------------------- | -------------------- | ----- | --------- |
| 1    | Severin Freund  | Tyskland  | 126.0                 | 137.5                | 307.2 | 307.2 (1) |
| 2    | Michael Hayböck | Österrike | 130.0                 | 139.0                | 304.2 | 304.2 (2) |
| 3    | Peter Prevc     | Slovenien | 129.5                 | 130.0                | 299.9 | 299.9 (3) |
| 4    | Anders Fannemel | Norge     | 130.5                 | 129.0                | 295.8 | 295.8 (4) |
| 5    | Noriaki Kasai   | Japan     | 127.0                 | 133.5                | 290.6 | 290.6 (5) |

### Garmisch-Partenkirchen
HS 140 Große Olympiaschanze, Tyskland

1 januari 2016
| Rank | Namn                 | Nation    | Första hoppet (meter) | Andra hoppet (meter) | Poäng | Slutpoäng |
| ---- | -------------------- | --------- | --------------------- | -------------------- | ----- | --------- |
| 1    | Peter Prevc          | Slovenien | 133.5                 | 136.0                | 272.7 | 572.6 (1) |
| 2    | Kenneth Gangnes      | Norge     | 132.0                 | 134.0                | 260.1 | 548.7 (4) |
| 3    | Severin Freund       | Tyskland  | 133.5                 | 132.5                | 256.8 | 564.0 (2) |
| 4    | Johann André Forfang | Norge     | 128.0                 | 133.5                | 250.8 | 529.6 (6) |
| 5    | Michael Hayböck      | Österrike | 131.0                 | 132.0                | 247.3 | 551.5 (3) |

### Innsbruck
HS 130 Bergiselschanze, Österrike

 3 januari 2016
| Rank | Namn                 | Nation    | Första hoppet (meter) | Andra hoppet (meter) | Poäng | Slutpoäng |
| ---- | -------------------- | --------- | --------------------- | -------------------- | ----- | --------- |
| 1    | Peter Prevc          | Slovenien | 130.8                 | 138.7                | 269.5 | 842.1 (1) |
| 2    | Severin Freund       | Tyskland  | 124.1                 | 133.3                | 258.4 | 822.4 (2) |
| 3    | Kenneth Gangnes      | Norge     | 127.1                 | 124.4                | 251.1 | 800.2 (3) |
| 4    | Johann André Forfang | Norge     | 122.4                 | 127.3                | 249.7 | 779.3 (5) |
| 5    | Michael Hayböck      | Österrike | 119.2                 | 128.3                | 247.5 | 799.0 (4) |

### Bischofshofen
HS 140 Paul-Ausserleitner-Schanze, Österrike

 6 januari 2016
| Rank | Namn            | Nation    | Första hoppet (meter) | Andra hoppet (meter) | Poäng | Slutpoäng  |
| ---- | --------------- | --------- | --------------------- | -------------------- | ----- | ---------- |
| 1    | Peter Prevc     | Slovenien | 139.0                 | 142.5                | 297.3 | 1139.4 (1) |
| 2    | Severin Freund  | Tyskland  | 136.0                 | 141.0                | 290.5 | 1112.9 (2) |
| 3    | Michael Hayböck | Österrike | 136.0                 | 139.0                | 282.6 | 1081.6 (3) |
| 4    | Stefan Kraft    | Österrike | 136.0                 | 138.0                | 278.0 | 1036.2 (5) |
| 5    | Kenneth Gangnes | Norge     | 131.5                 | 137.0                | 273.3 | 1073.5 (4) |

### Slutställning
Slutställning efter fyra deltävlingar. Peter Prevc, Slovenien blev totalsegrare.
| Rank | Namn                 | Nation    | Oberstdorf (finish) | Garmisch-Partenkirchen | Innsbruck  | Bischofshofen | Slutpoäng |
| ---- | -------------------- | --------- | ------------------- | ---------------------- | ---------- | ------------- | --------- |
| 1    | Peter Prevc          | Slovenien | 299.9 (3)           | 272.7 (1)              | 269.5 (1)  | 297.3 (1)     | 1139.5    |
| 2    | Severin Freund       | Tyskland  | 307.2 (1)           | 256.8 (3)              | 258.4 (2)  | 290.5 (2)     | 1112.9    |
| 4    | Michael Hayböck      | Österrike | 304.2 (2)           | 247.3 (5)              | 247.5 (5)  | 282.6 (3)     | 1081.6    |
| 3    | Kenneth Gangnes      | Norge     | 288.6 (6)           | 260.1 (2)              | 251.5 (3)  | 273.3 (5)     | 1073.5    |
| 8    | Stefan Kraft         | Österrike | 287.7 (7)           | 238.6 (9)              | 231.9 (11) | 278.0 (4)     | 1036.2    |
| 5    | Johann André Forfang | Norge     | 278.8 (8)           | 250.8 (4)              | 278.0 (4)  | 256.2 (7)     | 1035.5    |
| 7    | Noriaki Kasai        | Japan     | 290.6 (5)           | 231.0 (12)             | 236.8 (7)  | 254.8 (9)     | 1013.2    |
| 6    | Anders Fannemel      | Norge     | 295.8 (4)           | 241.5 (7)              | 231.8 (12) | 241.0 (18)    | 1010.1    |
| 9    | Richard Freitag      | Tyskland  | 276.5 (9)           | 243.6 (6)              | 233.3 (10) | 248.0 (11)    | 1001.4    |
| 10   | Andreas Wank         | Tyskland  | 264.5 (13)          | 231.8 (11)             | 235.4 (9)  | 242.7 (16)    | 974.4     |

### Fotnoter
1. ↑  ”Slovenian ski jumper Peter Prevc wins 4 Hills Tour” (på engelska). Daily Mail. 6 januari 2016. http://www.dailymail.co.uk/wires/ap/article-3387403/Slovenian-ski-jumper-Peter-Prevc-wins-4-Hills-Tour.html. Läst 7 januari 2016.
2. ↑  ”Oberstdorf Results”. Arkiverad från originalet den 30 december 2015. https://web.archive.org/web/20151230213020/http://www.fis-ski.com/ski-jumping/events-and-places/event=37450/race=4416/. Läst 7 januari 2016.
3. ↑  ”Garmisch-Partenkirchen results”. Arkiverad från originalet den 4 januari 2015. https://web.archive.org/web/20150104091850/http://data.fis-ski.com/dynamic/results.html?sector=JP&raceid=4158. Läst 7 januari 2016.
4. ↑  Innsbruck results
5. ↑  Bischofshofen results
6. ↑  Four Hills Tournament standings